# Сейлем (Орегон)
Се́йлем (Сэ́йлем; англ. Salem, ˈseɪləm) — город на северо-западе США, административный центр округа Марион и столица штата Орегон. По переписи 2020 года население составило 175 535 человек.

## История
Территория нынешнего Орегона была обитаемой как минимум с 10-го тысячелетия до нашей эры. К моменту первых посещений этих земель белыми (XVIII век) здесь жили племена охотников, рыболовов и собирателей.
Индейцы, первоначально населявшие область Сейлема, называли её «Чимикити», что означало «место отдыха». Вновь построенная миссия Методистской церкви (1840 год) так же получила название Чимикити, но чаще называлась просто Мельница, так как стояла на Мельничном ручье. После основания методистами Орегонского института (1842 год) район стал называться Институт. Когда в 1844 году институт был распущен, его бывшие попечители решили основать на институтских землях новый город. До сих пор точно не известно, кто именно предложил нынешнее название. Основные гипотезы: Дэвид Лесли (из Сейлема, Массачусетс) или Уильям Уилсон (составивший план строительства города).
Название заимствовано из Библии, где в переводах (христианских) на русский язык оно передаётся как Салим (имеется также перевод, где название передаётся как Салем). В иудаистских переводах Танаха (той, более древней, части Библии, которая признаётся священной в иудаизме, а в христианстве именуется Ветхим Заветом) название передаётся как Шалем. Это древний город в Ханаане: «…и Мелхиседек, царь Салимский, вынес хлеб и вино, — он был священник Бога Всевышнего…» (англ. «And Melchizedek king of Salem brought forth bread and wine: and he was the priest of the most high God.») (Бытие, 14:18). Позднее отождествляется с Иерусалимом (Jerusalem) («И было в Салиме жилище Его и пребывание Его на Сионе», англ. «In Salem also is his tabernacle, and his dwelling place in Zion.», псалом 75, стих 3 (англ. 76:2); Сион — гора (холм) в Иерусалиме). В основе названия тот же корень, что и в еврейском слове, переводимом как «мир» (в значении «спокойствие»). Ср. в Новом Завете: «Ибо Мелхиседек,.. — …царь Салима, то есть царь мира…» (англ. «For… Melchisedec… being… King of Salem, which is, King of peace…») (Послание к Евреям, 7:1-2).

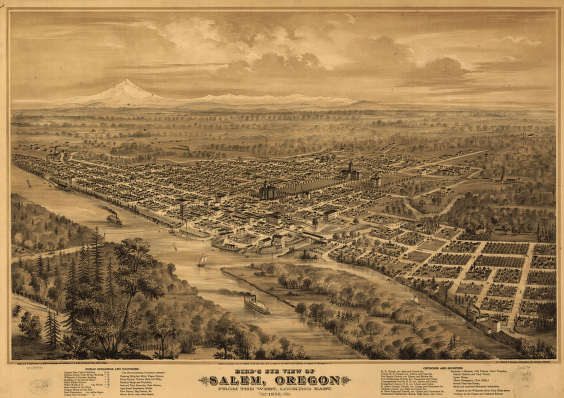
Сейлем, 1876 год

Сейлем был выбран столицей штата в 1851 году. В том же году было начато строительство капитолия штата. Капитолий был закончен в октябре 1855 года, но уже в декабре был полностью уничтожен пожаром. Новый капитолий был закончен в 1876 году на прежнем месте, а в 1893 году он был украшен оригинальным медным куполом. В апреле 1935 года второй капитолий постигла судьба предыдущего. Ныне существующий капитолий был построен в 1938 году.

## География и климат

### Географические сведения
Сейлем находится в центральной части долины Уилламетт, в округах Марион и Полк. Через город проходит 45-я параллель северной широты.
Согласно бюро переписи населения США, общая площадь города — 120 км², из которых: 118,4 км² — земля и 1,6 км² (1,35 %) — вода.
В черте города множество довольно крутых холмов вулканического происхождения, в результате чего высота различных районов над уровнем моря колеблется от 37 до 240 метров. Через территорию Сейлема протекает множество небольших рек и ручьёв.

### Климат
В Сейлеме морской климат западного побережья с отличительными особенностями климата Средиземноморья. Большая часть осадков выпадает с ноября по март. Город расположен примерно в 64 км к югу от Портленда, но имеет среднюю минимальную температуру ниже, чем в Портленде (13,6 °C).
| Показатель                    | Янв. | Фев. | Март | Апр. | Май | Июнь | Июль | Авг. | Сен. | Окт. | Нояб. | Дек. | Год  |
| ----------------------------- | ---- | ---- | ---- | ---- | --- | ---- | ---- | ---- | ---- | ---- | ----- | ---- | ---- |
| Абсолютный максимум, °C       | 18   | 22   | 25   | 31   | 37  | 40   | 41   | 42   | 40   | 33   | 22    | 20   | 42   |
| Средний суточный максимум, °C | 7    | 10   | 12   | 16   | 20  | 23   | 27   | 27   | 25   | 17   | 11    | 8    | 17   |
| Средняя температура, °C       | 4    | 6    | 7    | 10   | 13  | 16   | 19   | 19   | 16   | 11   | 7     | 5    | 11   |
| Средний суточный минимум, °C  | 1    | 1    | 2    | 3    | 6   | 8    | 10   | 10   | 8    | 5    | 2     | 1    | 5    |
| Абсолютный минимум, °C        | −23  | −20  | −11  | −5   | −3  | 0    | 2    | 2    | −3   | −5   | −12   | −24  | −24  |
| Норма осадков, мм             | 160  | 120  | 100  | 60   | 50  | 30   | 10   | 10   | 30   | 80   | 150   | 170  | 1010 |
| Источник: Weatherbase.com     |      |      |      |      |     |      |      |      |      |      |       |      |      |

## Население
Согласно переписи населения в 2000 году, в городе проживали 136 924 человек, было 50 676 домашних хозяйств и 32 331 семья. Плотность населения составляла 1156,1 человек на км². Количество жилых построек составило 53 817 со средней плотностью 454,4 на км². Разделение на расы составило: 83,07 % белых, 1,28 % афроамериканцев, 1,51 % индейцев, 2,41 % азиатов, 0,47 % выходцы из Океании, 7,9 % прочие расы, и 3,36 % указали две или более расы. 14,59 % населения составили латино.
Из 50 676 домашних хозяйств, 32,4 % имели детей в возрасте до 18 лет, 47,7 % были женаты и жили вместе, 11,6 % имели женщину без мужа как главу хозяйства и 36,2 % не имели родства. 28,3 % домашних хозяйств состояли из одного человека и 10,5 % состояли из одного человека в возрасте 65 лет или старше. Средний размер домашнего хозяйства составил 2,53 человек, средний размер семьи 3,1 человек.
Возрастной состав населения: 25,4 % моложе 18 лет, 11,4 % с 18 до 24 лет, 30,1 % с 25 до 44 лет, 20,6 % с 45 до 64, 12,4 % 65 лет или старше. Средний возраст был 34 год. На каждые 100 женщин приходилось 100,9 мужчин. На каждые 100 женщин в возрасте 18 лет и старше приходилось 99,5 мужчин.
Средний доход на домашнее хозяйство составлял $38 881 в год, средний доход на семью $46 409. Мужчины имели средний доход $34 746, женщины $26 789. Средний годовой доход на душу населения города составил $19 141. Около 10,5 % семей и 15 % населения были за чертой бедности, из них 20,2 % в возрасте до 18 лет и 7,1 % 65 лет и старше.
Ниже приводится динамика численности населения города.

## Экономика
Органы государственной власти различных уровней являются крупнейшими работодателями Сейлема, но город также служит торговым центром для прилегающих сельскохозяйственных территорий и является важным центром пищевой промышленности.

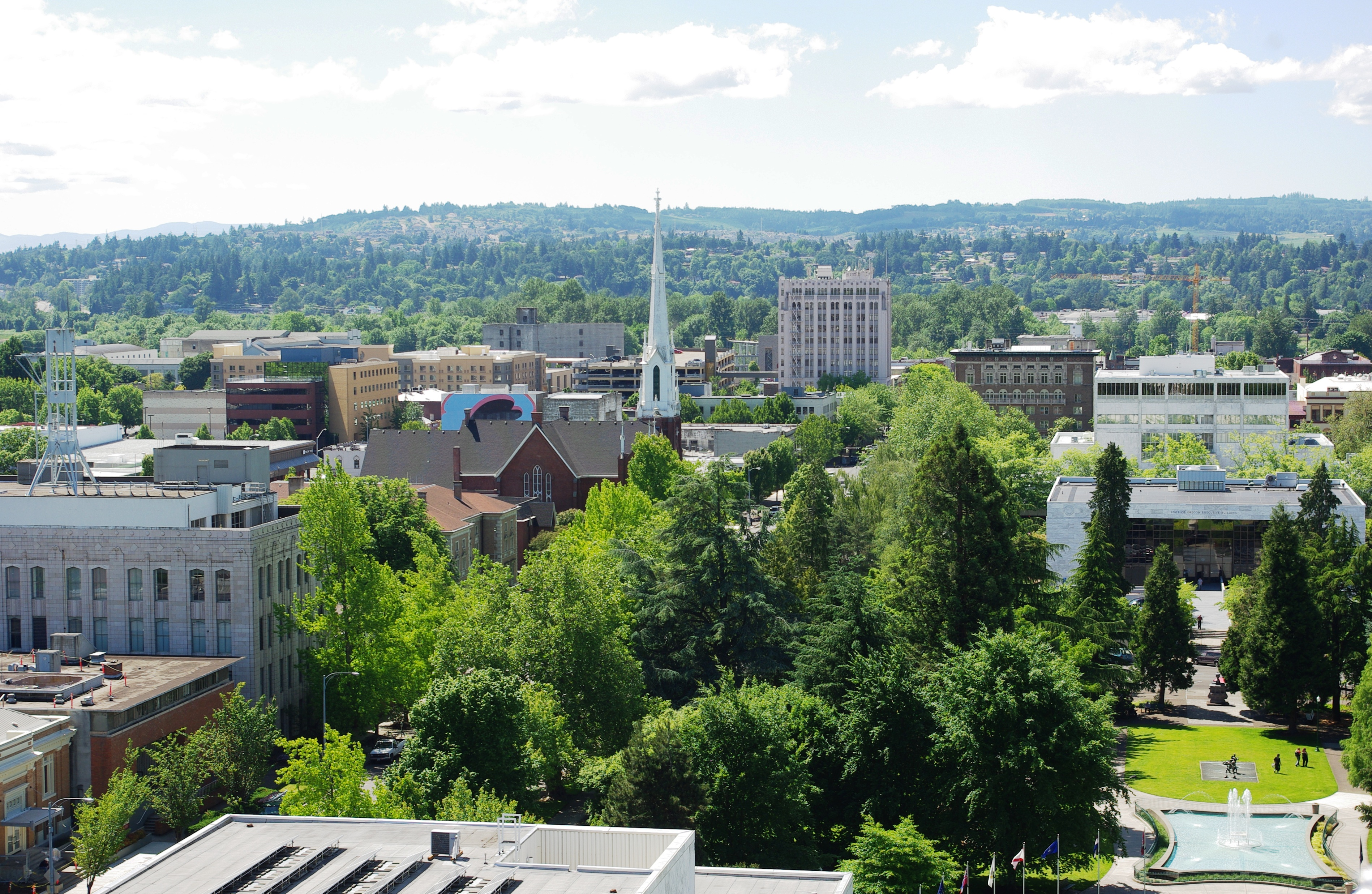
Центр города

В стремлении диверсифицировать свою экономическую базу, городская администрация привлекла ряд компаний по выпуску электроники в 1990 году. В ноябре 2003 года Sumco, крупнейшая из этих компаний, объявила, что закрывает два завода кремниевых пластин в конце 2004 года, ликвидирует 620 рабочих мест и переносит производство на другие заводы.
Крупнейшим частным работодателем в Сейлем является городская больница с более чем 2 700 сотрудников. К другим можно отнести казино «Дух горы» к западу от Сейлема (принадлежит Конфедерации индейских племён Орегона), колл-центр компании T-Mobile, GE Security, NORPAC Foods, Sanyo, Виламетский университет.
В Сейлеме находится штаб-квартира Департамента исправительных учреждений Орегона и четыре государственных исправительных учреждения, в том числе единственная в штате тюрьма строгого режима.

## Транспорт

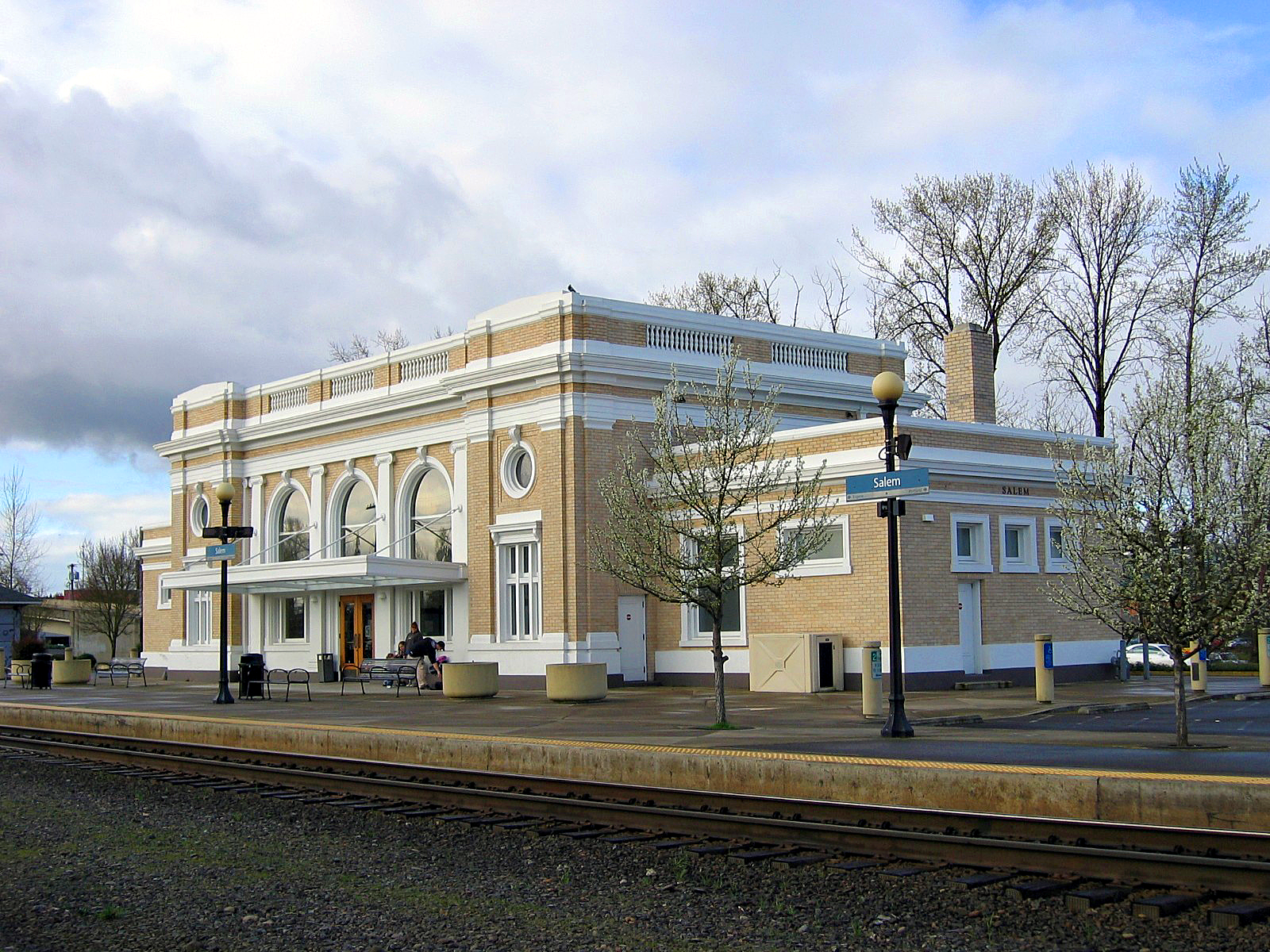
Железнодорожный вокзал (построен в 1918)

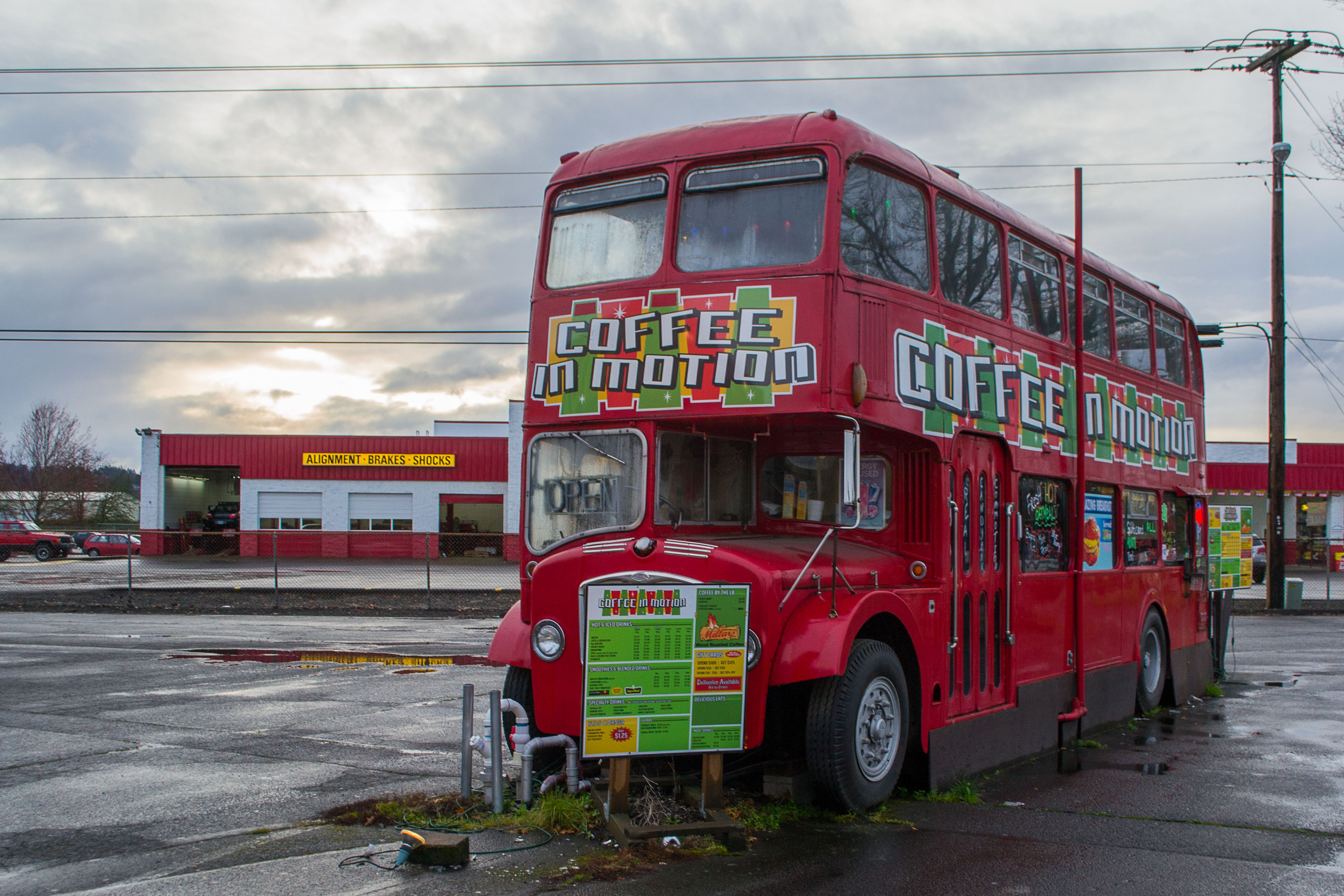
Используемый в Сейлеме в качестве кафе даблдеккер Bristol Lodekka производства Bristol Commercial Vehicles

Ближайший к Сейлему крупный аэропорт с регулярным сообщением находится в Портленде.
В городе имеется железнодорожный вокзал, через который ежедневно проходит поезд компании Amtrak Лос-Анджелес-Сиэтл. Так же через город несколько раз в день проходит поезд той же компании Ванкувер-Юджин.
Через Сейлем проходит межштатное шоссе I-5. Междугороднее автобусное сообщение предоставляется компаниями CARTS и Greyhound Lines.

Общественный транспорт представлен 22 автобусными маршрутами и 2 маршрутами автобусов-экспрессов (управляются компанией Salem-Keizer Transit).

## Города-побратимы
- Республика Корея: Кимхэ
- Япония: Кавагоэ
- Крым[9]: Симферополь

## Галерея

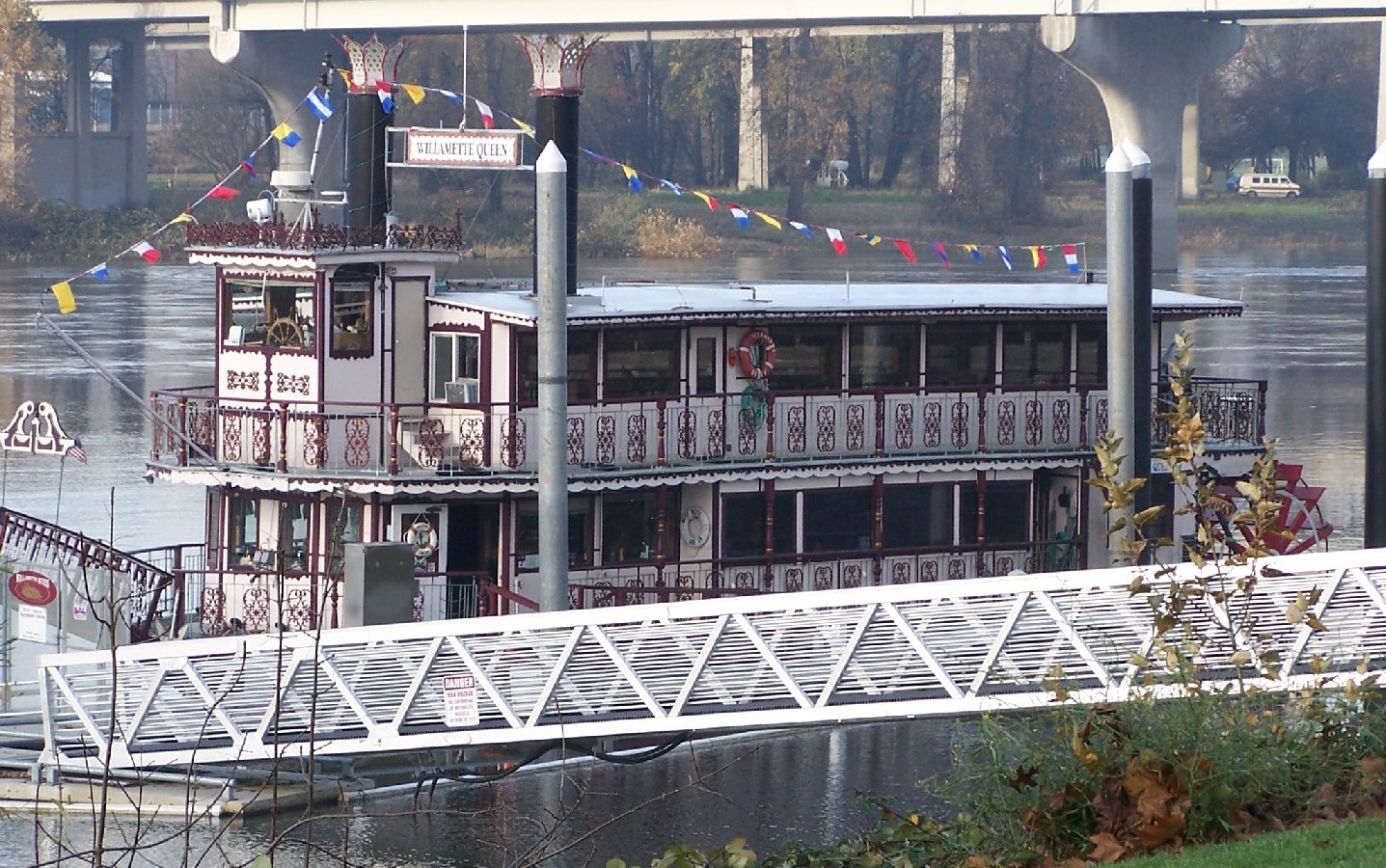
Уилламетт-Куин на реке Уилламетт
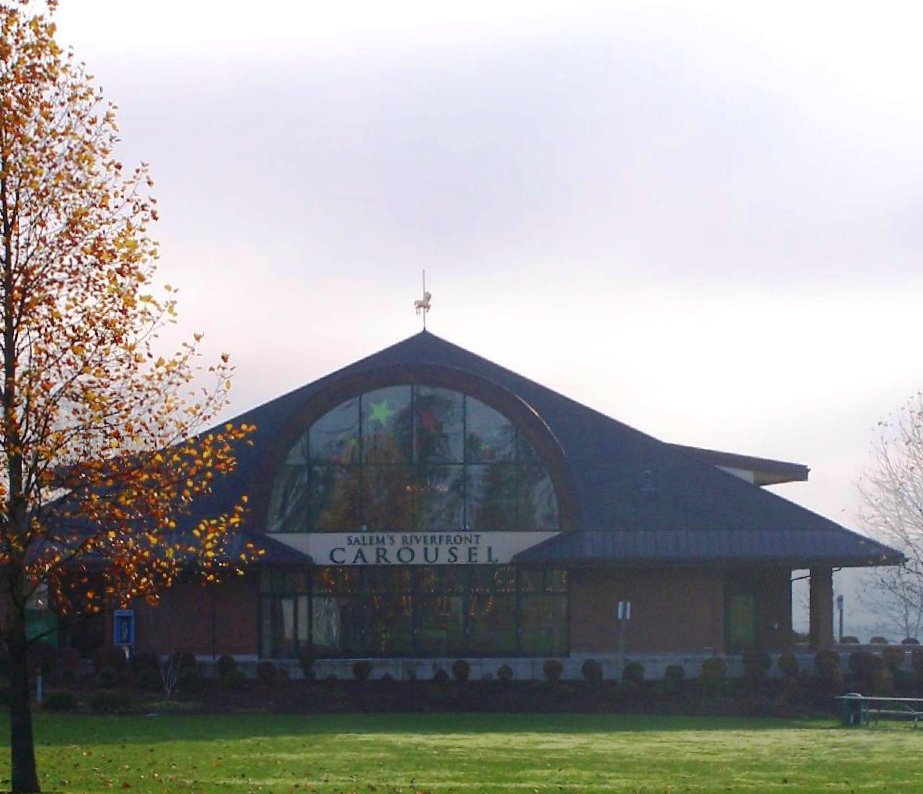
Карусель в парке Риверфронт
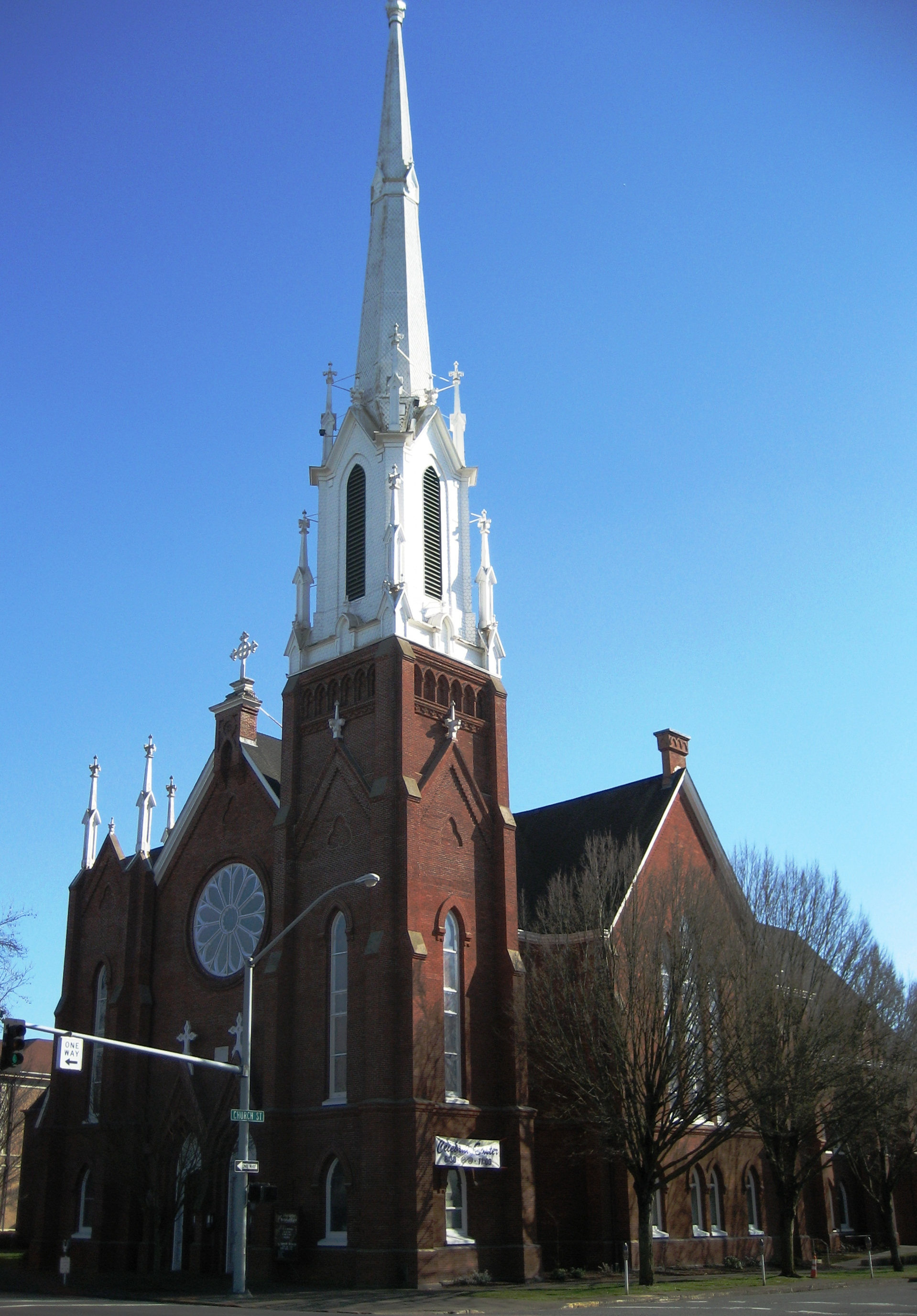
Первая объединённая методистская церковь в центре города
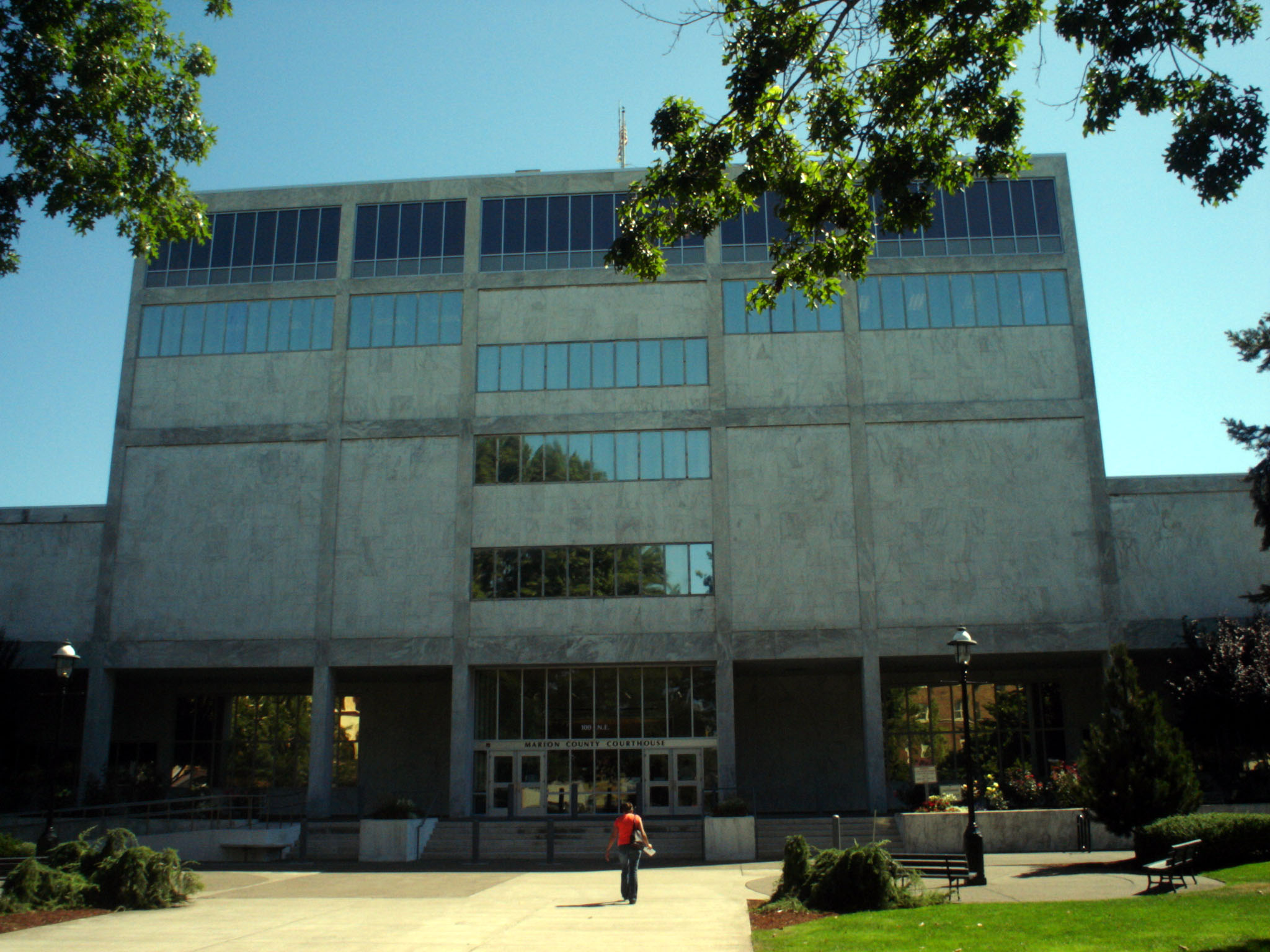
Здание окружного суда округа Марион
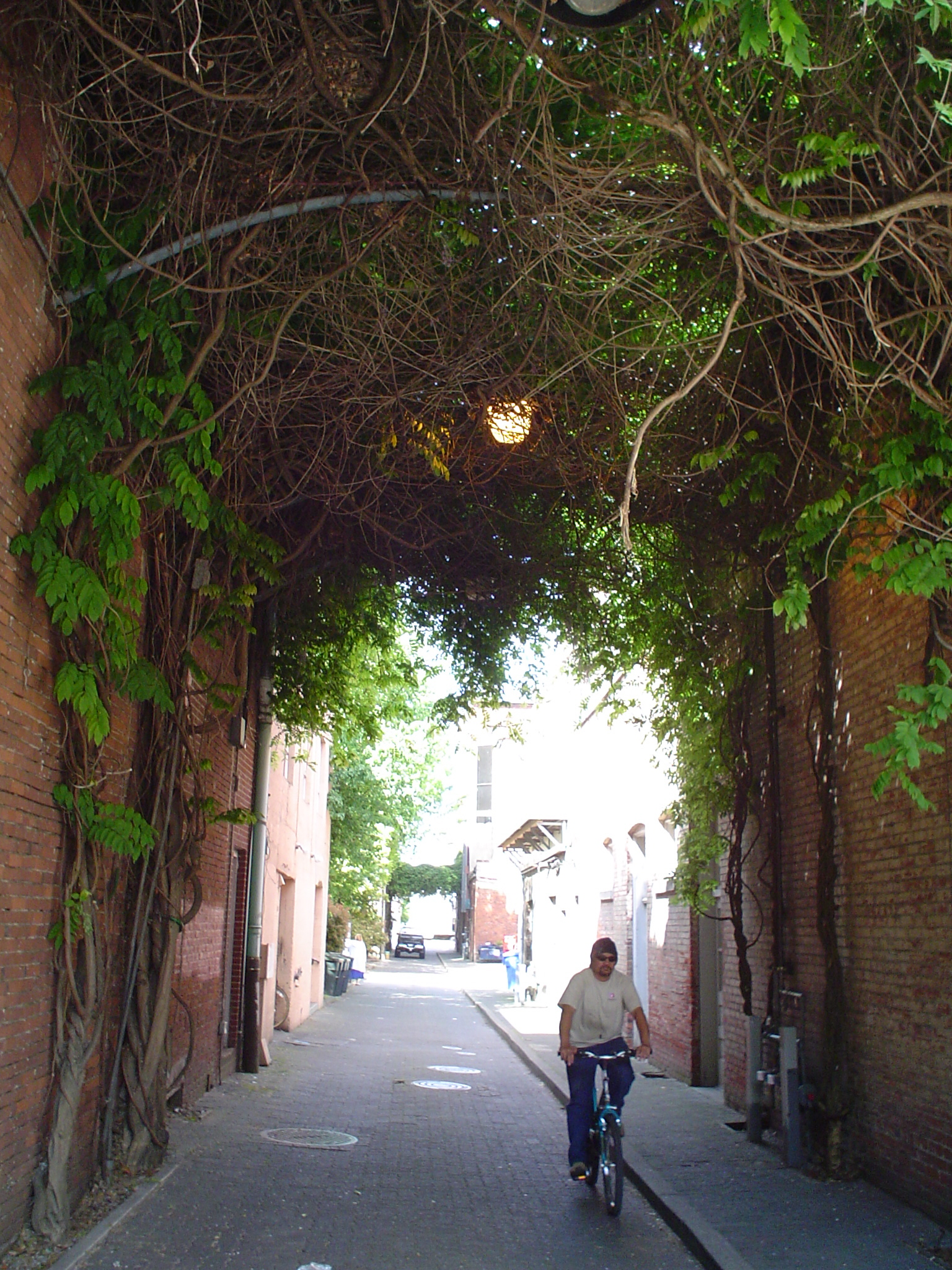
Аллеи в центре города
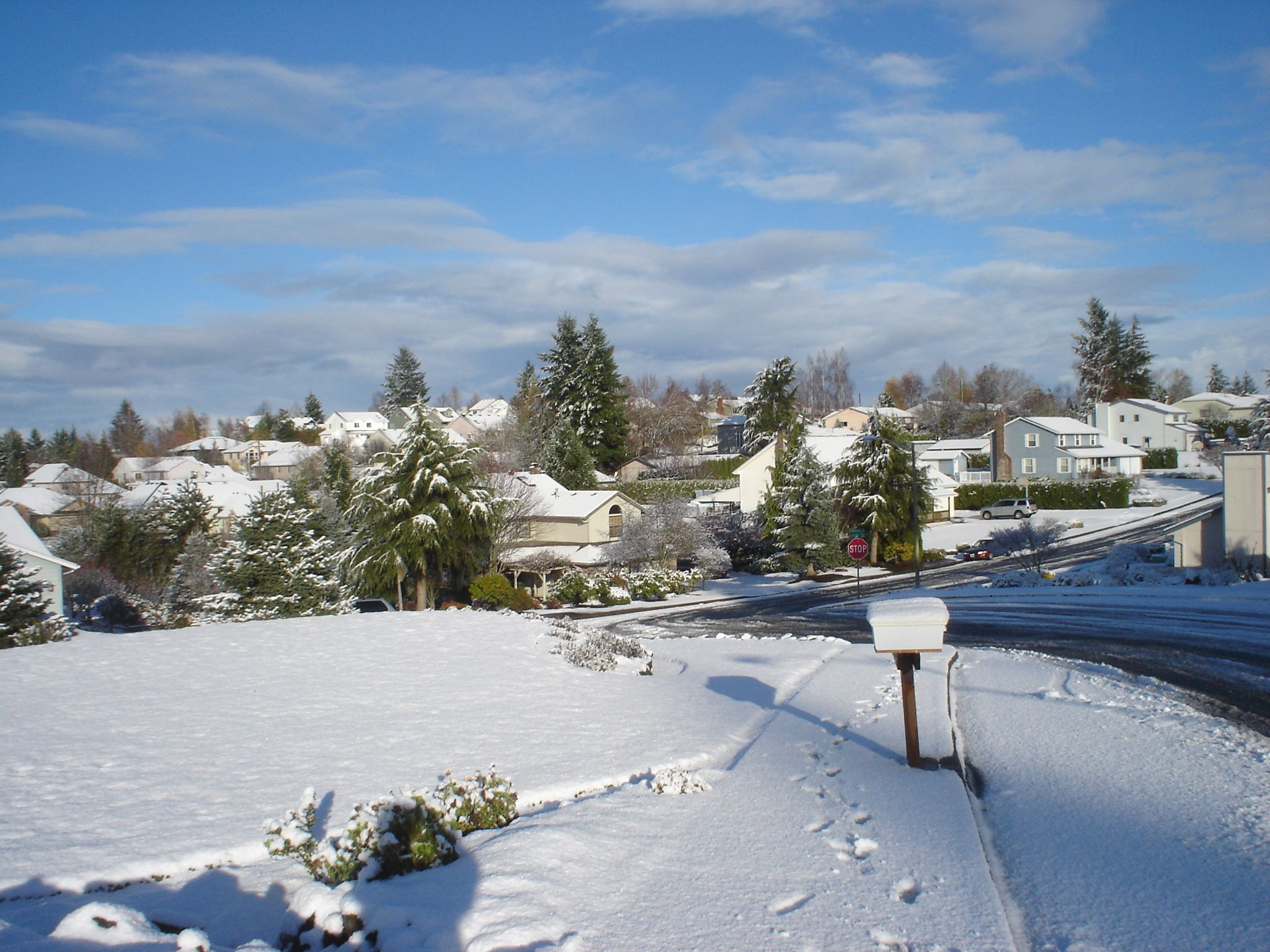
Окрестности в Южном Сейлеме в снегу
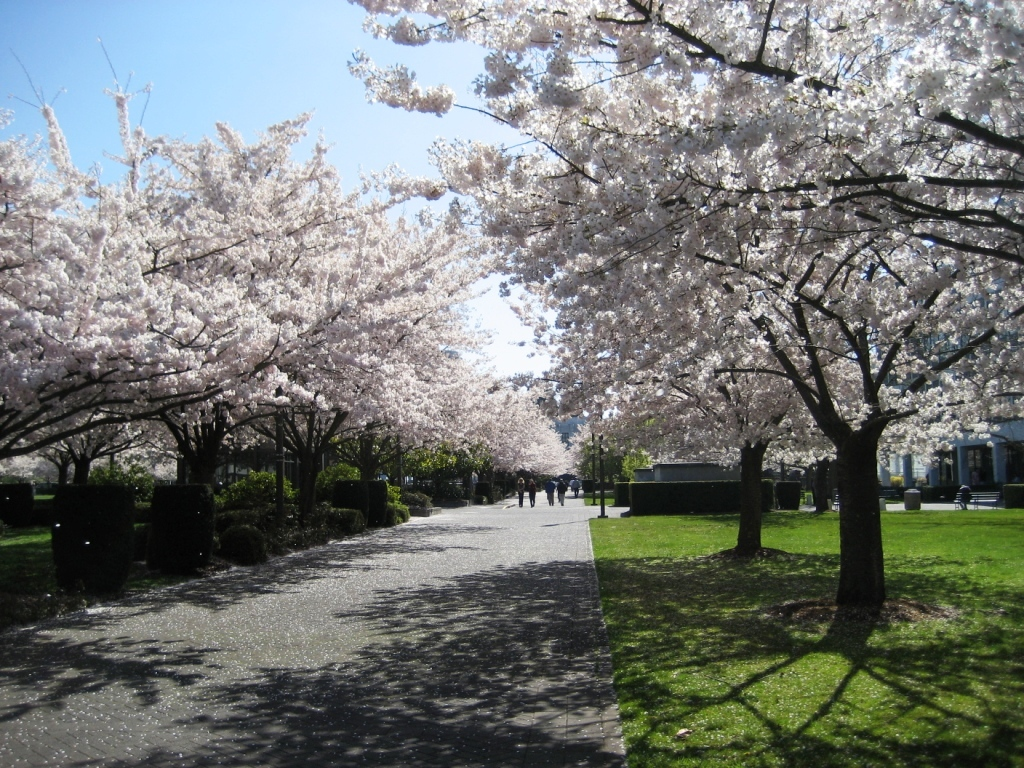
Вишнёвые деревья
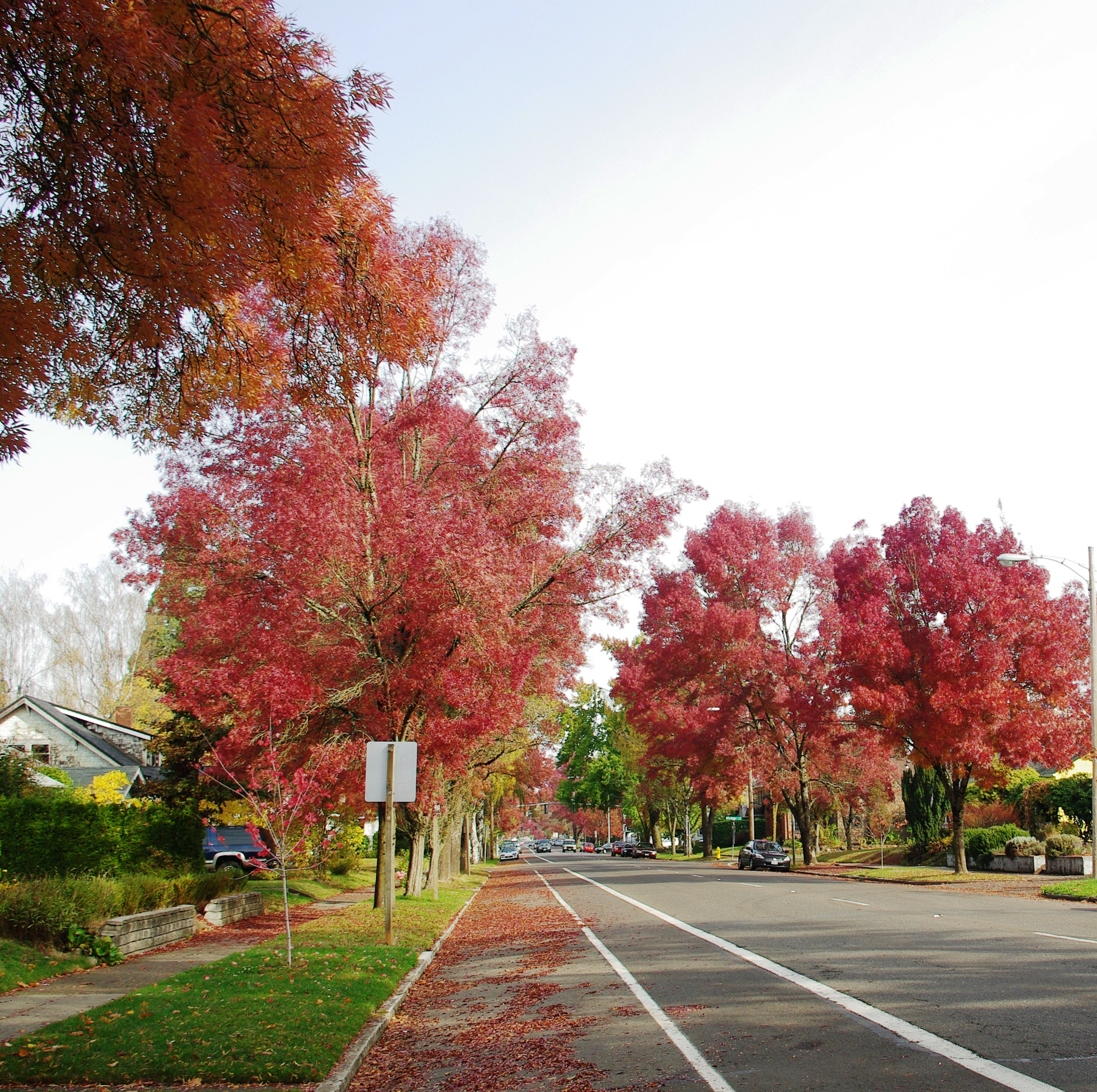
Осенняя улица Сейлема